# Duna Corso (hajó)
A Duna Corso Moszkva típusú folyami motoros személyhajó, amely a Dunán üzemel kirándulóhajóként.

## Története
A Moszkva (R–51E) típusú hajót 1976-ban építették a  Moszkvai Hajóépítő és Hajójavító Üzemben. Ez volt a hajótípus 33. megépített egysége. Még abban az évben a Maharthoz került, amely a Dunán állította szolgálatba Verőce néven. Az 1980-as években az eredeti főgépeit Rába dízelmotorokra cserélték. 2005-ben modernizálták, ennek során újabb főgépcserére került sor, a hajóba Cummins dízelmotorokat szereltek. Ekkor a hajót átnevezték a jelenleg is használt Duna Corso névre. Napjainkban a MAHART–PassNave tulajdonában van.